# 1 Juan 5

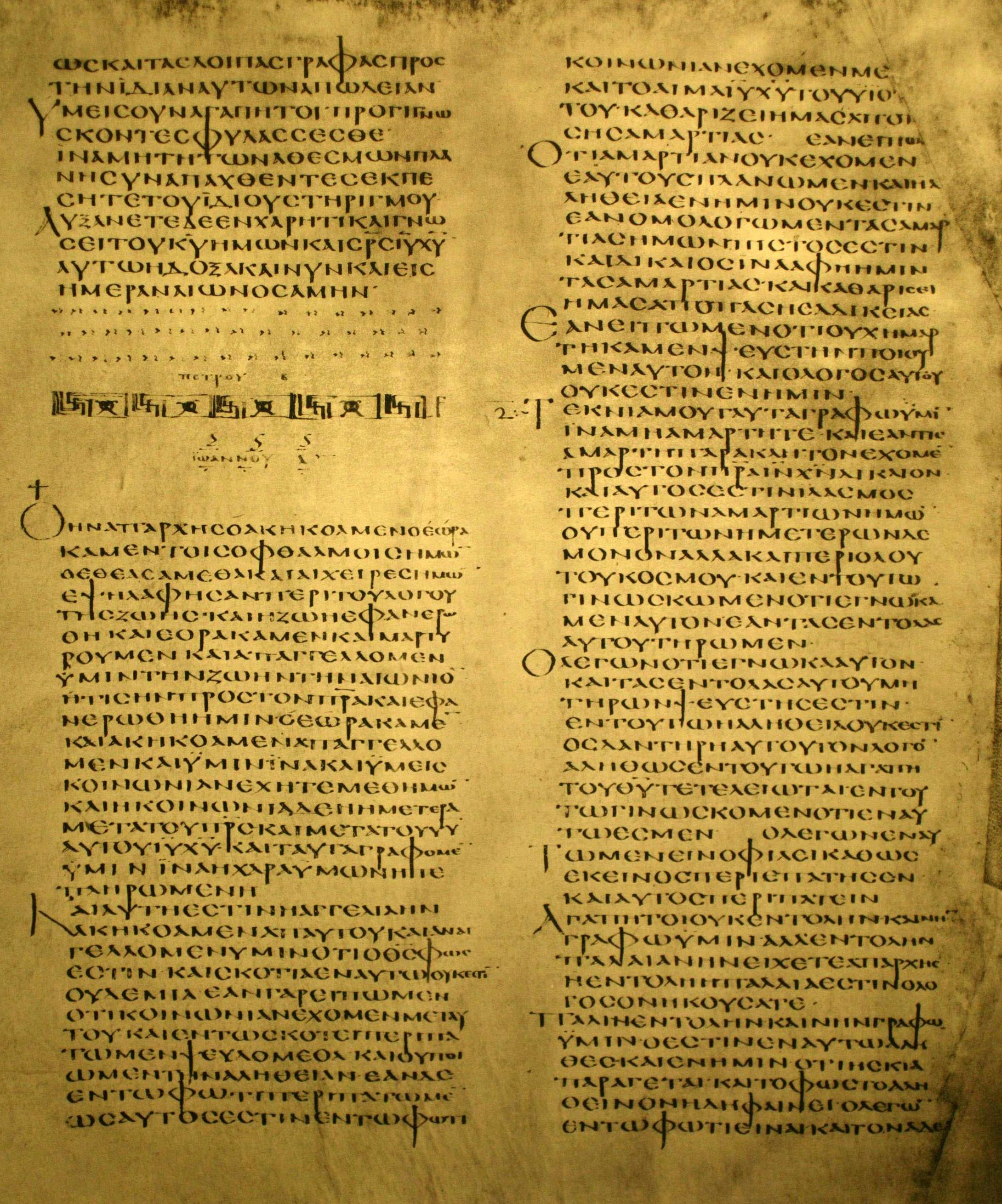
El final de la Segunda epístola de Pedro (capítulo 3:16-18) y el comienzo de la Primera epístola de Juan (capítulo 1:1-2:9) en la misma columna, en el Codex Alexandrinus que se cree fue realizado entre 400-440 CE.

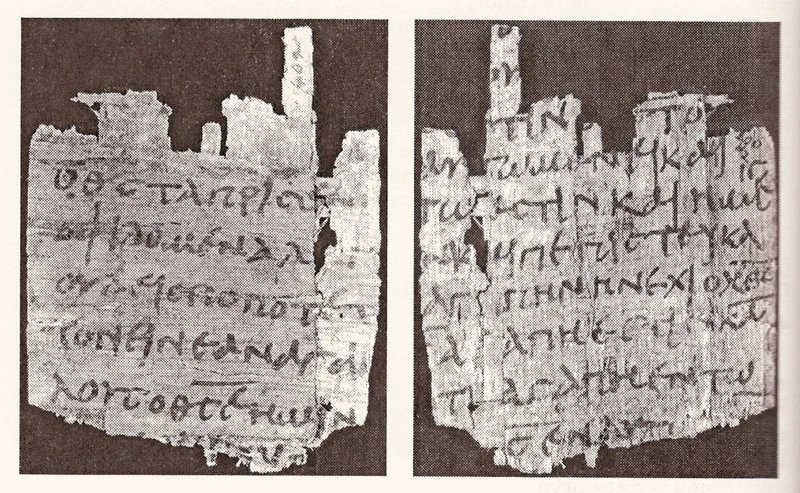
Extracto de la Primera Epístola de Juan en el Papiro 9.

1 Juan 5 es el quinto capítulo de la Primera epístola de Juan del Nuevo Testamento de la Biblia Cristiana compuesta por Juan, uno de los primeros Doce Apóstoles de Jesús.

## Texto
- La carta original fue escrita en griego koiné.
- Algunos de los manuscritos griegos más antiguos que contienen copias de este capítulo son
  - Papiro 9 (siglo III d. C.; conserva: versículos 11-12, 14-17).
  - Códice Vaticano (~325-350 M)
  - Códice Sinaítico (~330-360 M)
  - Codex Alexandrinus (~400-440 M)
  - Codex Ephraemi Rescriptus (~450 d. C.; se conservan: versículos 1-2)
  - Papiro 74 (siglo VII; conservado: versículos 1,6-7,12,18-19)
- Este capítulo está dividido en 21 versículos.

## Estructura
La Nueva Traducción Viviente (TB) divide este capítulo:
- 1 Yohanes 5:1-5 =  La fe vence al mundo
- 1 Yohanes 5:6-12 = Testimonio del Hijo de Dios
- 1 Yohanes 5:13-21 = Conocimiento de la vida eterna

## Contenido
- El que cree en Jesús vence al mundo. Versículos 1-5
- El testimonio sobre el hijo. Versículos 6-12
- Conclusión. Versículo 13
- Pedir  por los pecadores: Versículos 14-17
- La seguridad del cristiano, hijo de Dios. Versículos 18-21

### El que cree en Jesús vence al mundo. Versículos 1-5
1-Todo el que cree que Jesús es el Cristo, ése ha nacido de Dios; y todo el que ama a quien le engendró, ama también a quien ha sido engendrado por Él. 
2-En esto conocemos que amamos a los hijos de Dios: en que amamos a Dios y cumplimos sus mandamientos. 
3-Porque el amor de Dios consiste precisamente en que guardemos sus mandamientos; y sus mandamientos no son costosos, 
4-porque todo el que ha nacido de Dios, vence al mundo. Y ésta es la victoria que ha vencido al mundo: nuestra fe. 
5-¿Quién es el que vence al mundo sino el que cree que Jesús es el Hijo de Dios? 

#### Comentarios a los versículos 1-5
El bautizado, mediante la fe en Jesucristo, se convierte en hijo de Dios. Esta nueva condición lo lleva a amar a sus hermanos, ya que no es posible amar a Dios Padre sin amar al prójimo. Además, se compromete a cumplir los mandamientos y a compartir la victoria de Cristo sobre el mal. La fe en Jesús es esencial, pues a través de ella, cada bautizado participa en el triunfo obtenido por el Señor con su muerte y resurrección. Jesús venció al mundo, y el cristiano, unido a Él por la fe, recibe las gracias necesarias para superar las tentaciones y alcanzar la gloria. En este contexto, el término «mundo» alude de forma negativa a todo lo que se opone a la obra redentora de Cristo y a la salvación de la humanidad.

### El testimonio sobre el hijo. Versículos 6-12
6-Éste es el que vino por el agua y por la sangre: Jesucristo. No solamente con el agua, sino con el agua y con la sangre. Y es el Espíritu quien da testimonio, porque el Espíritu es la verdad. 
7-Pues son tres los que dan testimonio: 
8-el Espíritu, el agua y la sangre, y los tres coinciden en lo mismo. 
9-Si aceptamos el testimonio de los hombres, mayor es el testimonio de Dios. En esto consiste el testimonio de Dios: en que ha dado testimonio de su Hijo. 
10-El que cree en el Hijo de Dios lleva en sí mismo el testimonio. El que no cree a Dios le hace mentiroso, porque no cree en el testimonio que Dios ha dado de su Hijo. 
11-Y éste es el testimonio: que Dios nos ha dado la vida eterna, y esta vida está en su Hijo. 
12-Quien tiene al Hijo de Dios tiene la vida; quien no tiene al Hijo tampoco tiene la vida.

#### Comentario a los versículos 6-12
Algunos gnósticos sostenían que Jesús se convirtió en Hijo de Dios solo en el momento de su Bautismo y que dejó de serlo antes de su pasión. En respuesta a estos errores, Juan enfatiza que tanto el Bautismo ("agua") como la muerte en la cruz ("sangre") son eventos inseparables del testimonio del Espíritu Santo. Negar esta verdad equivale a considerar a Dios mentiroso (cfr. v. 10). Los Santos Padres, al interpretar el v. 8, suelen relacionar estas palabras con los sacramentos, explicando que en ellos la gracia de Dios se hace presente en el interior del alma y se manifiesta externamente a través de los signos visibles. En esa línea escribe San Beda: 

El Espíritu Santo nos hace hijos adoptivos de Dios; el agua de la sagrada fuente nos lava; la sangre del Señor nos redime: el sacramento espiritual nos da doble testimonio, uno visible, otro invisible.

### Conclusión. Versículo 13
13-Os escribo estas cosas, a los que creéis en el nombre del Hijo de Dios, para que sepáis que tenéis vida eterna.

#### Comentarios al versículo 13
Después de una breve conclusión (v. 13) que resume el tema central de la epístola, San Juan añade, a modo de apéndice, unas recomendaciones finales.

### Pedir por los pecadores: Versículos 14-17
14-Ésta es la confianza que tenemos en Él: si le pedimos algo según su voluntad, nos escucha. 
15-Y puesto que sabemos que nos va a escuchar en todo lo que pidamos, sabemos que tenemos ya lo que le hemos pedido. 
16-Si alguno ve que su hermano comete un pecado que no lleva a la muerte, que pida y le dará la vida. Esto para quienes cometen un pecado que no lleva a la muerte, pues hay un pecado que lleva a la muerte: de éste no hablo al decir que se ruegue. 
17-Toda injusticia es pecado, pero hay pecados que no llevan a la muerte.

#### Comentario a los versículos 14-17
El autor sagrado refuerza la confianza en la oración y urge a la necesidad de orar por los pecadores. «Pecado que lleva a la muerte» (v. 16), recuerda el pecado contra el Espíritu Santo y el de apostasía. 

Juan parece querer acentuar la incalculable gravedad de lo que es la esencia del pecado, el rechazo de Dios, que se realiza sobre todo en la apostasía y en la idolatría, o sea, en repudiar la fe en la verdad revelada y en equiparar con Dios ciertas realidades creadas, elevándolas al nivel de ídolos o falsos dioses.

 Si San Juan no manda expresamente orar por esos pecadores, no quiere decir que sean irrecuperables, consideradas la omnipotencia y la misericordia de Dios. El papa Gelasio I enseña: 

Hay pecado de muerte para los que permanecen en el mismo pecado; hay pecado no de muerte para quienes se apartan del mismo pecado. Ningún pecado hay, ciertamente, por cuyo perdón no ore la Iglesia, o del que, por la potestad que le fue divinamente concedida, no pueda absolver a quienes se apartan de él.

### La seguridad del cristiano, hijo de Dios. Versículos 18-21
18-Sabemos que todo el que ha nacido de Dios no peca, sino que el Nacido de Dios le guarda, y el Maligno no le alcanza. 
19-Sabemos que somos de Dios, mientras que el mundo entero yace en poder del Maligno. 
20-Pero también sabemos que el Hijo de Dios ha venido y nos ha dado la inteligencia para que conozcamos al Verdadero; y nosotros estamos en el Verdadero, en su Hijo Jesucristo. Éste es el Dios verdadero y la vida eterna. 
21-Hijos, estad prevenidos contra los ídolos.

#### Comentario a los versículos 18- 21
Jesucristo, Dios y hombre verdadero, es también la vida eterna, porque sólo en Él podemos alcanzarla. En la afirmación de San Juan de que «el que ha nacido de Dios no peca» (v. 18). Enseña Juan Pablo II:

hay una indicación de esperanza, basada en las promesas divinas: el cristiano ha recibido la garantía y las fuerzas necesarias para no pecar.

 En las palabras finales, Juan exhorta a considerar la grandeza de la filiación divina: 

Reconoce, cristiano, tu dignidad, y puesto que has sido hecho partícipe de la naturaleza divina, no pienses volver con un comportamiento indigno a las antiguas vilezas. Piensa de qué cabeza y de qué cuerpo eres miembro. No olvides que fuiste liberado del poder de las tinieblas y trasladado a la luz y al Reino de Dios.